# Экономический указатель
«Экономи́ческий указа́тель» — еженедельный журнал с вариативным названием, издававший И.В. Вернадским в Санкт-Петербурге с 1857 по 1861 год.

## История
Первый номер вышел в субботу, 1/17 января 1857 г. с подзаголовком «еженедельное издание, посвященное народному хозяйству и государствоведению». По понятной причине больше половины его объема принадлежало перу редактора-издателя: на с. 1—10 помещена статья «Значение природы в государственном хозяйстве», на с. 10—11 — «Калифорнийское и австралийское золото», на с. 11—12 — «Несколько слов о дороговизне дров», с. 20—21 — «Высокий процент...» (из английского «The Economist»), с. 24 — «Библиографическое известие»... В № 37 подзаголовок сменился на «еженедельное издание, посвященное народному хозяйству, государствоведению и техническим наукам», а в №№ 38—52 — на «еженедельное издание, по народному хозяйству, государствоведению и техническим наукам».
В 1858 г. (№№ 53—104) подзаголовок читался уже как «Еженедельное издание, по государственному хозяйству и вспомогательным наукам».
В 1859 г. (№№ 105—156) название журнала изменилось на «Указатель политико-экономический» с подзаголовком «Статистический и промышленный журнал». В номере, как правило, уже выделялись такие рубрики как «Политический указатель», «Статистический указатель», «Иностранная корреспонденция», «Промышленно-биржевой указатель», «Биржевой указатель», «Акционный указатель» и «Библиографический указатель».
В 1860 г. (№№ 157—208) подзаголовок исчез, а последние номера (№№ 203—208) вышли под названием «Указатель экономический».
В 1861 г. (№№ 209—310) название журнала сменилось на «Указатель экономический, политический и промышленный», причем он стал выходить два раза в неделю — по четвергам и воскресеньям. А в воскресном номере № 310 от 31 декабря 1861 г./12 января 1862 г. на первой странице редакция сообщила, что:
С 1862 г. "Экономический указатель", достигший главной цели своей, возбуждения интереса в публике к политико-экономическим вопросам, прекращается. Взамен его, "Экономист", появлявшийся в неопределенные сроки, в виде Приложения к Указателю, делается изданием  с а м о с т о я т е л ь н ы м  и будет выходить ежемесячно книжками, каждая от 150 до 200 страниц; след. в размере Указателя.
Редакция журнала практически все пять лет размещалась по адресу: Моховая, 28 (дом Есаковой, затем — Биченской). В первый год журнал печатался в типографии К. Метцига, затем — в типографии штаба Отдельного корпуса внутренней стражи. За пять лет цена подписки без доставки повысилась с 5 до 7 руб. серебром, с доставкой и рассылкой — с 8 до 10 руб. серебром.
В выходных данных редактор указан чаще всего как «д-р Вернадский», иногда «Д-р И. Вернадский, с.с.», «д-р исторической науки, политэкономии и статистики И. Вернадский» или «доктор И. Вернадский, ординарный профессор политической экономии и статистики». Некоторое время редакцией журнала заведовал политэконом И. Н. Шилль.